# 苯巴比妥
苯巴比妥（或），商品名魯米那（Luminal），是一種巴比妥類的鎮靜劑及安眠藥。該藥物是世界衛生組織對於開發中國家治療特定癲癇的建議用藥。已開發國家則通常專門用來治療新生兒癲癇發作，成人及青少年則建議使用其他藥物。苯巴比妥可透過靜脈注射、肌肉注射，或口服給藥。通常癲癇重積狀態會以注射方式給藥，因為藥效作用較迅速。苯巴比妥有時會被用於治療失眠症、焦慮症、藥物戒斷症，以及手術輔助用途。靜脈注射給藥的藥效通常會在五分鐘內作用，口服則需半個小時。藥效則通常會維持4小時至2天之久。
苯巴比妥在1912年發現，是仍在使用的抗驚厥劑中歷史最久的。苯巴比妥是世界卫生组织基本药物标准清单中的藥品，是基礎醫療必備的藥品之一，其價格也是抗驚厥劑中最便宜的，一年約需要美金5元。不過因為苯巴比妥在一些國家是管制用藥，因此在這些國家可能不容易取得。

## 性质
纯品苯巴比妥是无色有光泽的结晶性粉末，无臭，味微苦，微溶于水，易溶于乙醇、氯仿和苯，熔点174℃。警示标准词有：R24。
苯巴比妥与硝酸钾及硫酸共热可发生硝化反应，生成黄色硝基化合物。可与硫酸与亚硝酸钠反应，生成橙黄色产物，并随即变为橙红色。可与甲醛和硫酸反应，生成玫瑰红色产物。

## 合成路线
苯乙酸乙酯与碳酸二乙酯在碱作用下缩合生成苯基丙二酸二乙酯，然后与氯乙烷在乙醇钠存在下再次缩合，得到苯基乙基丙二酸二乙酯，再与尿素环合，即生成苯巴比妥。

## 副作用
苯巴比妥藉由增加抑制性神經傳導物質氨酪酸而作用。副作用包括嗜睡與呼吸抑制。長期使用後往往會有濫用與戒斷的問題。甚至有增加自殺機率的可能。苯巴比妥在美國的懷孕用藥等級是B或D，在澳洲則是等級D，指的是如果在懷孕期間服用可能會造成傷害。如果在母乳哺育期間使用，可能導致嬰兒意識昏沉。對於肝腎功能不佳的患者與年長患者，建議降低劑量。

## 外部連接
- U.S. National Library of Medicine: Drug Information Portal – Phenobarbital （页面存档备份，存于）